# پاور کورد

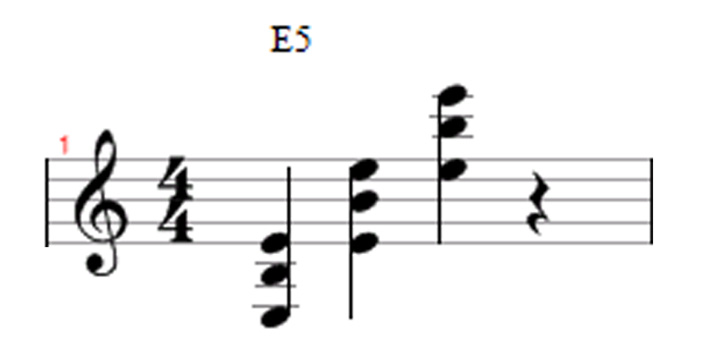
پاورکورد می5 نواختن‌های گوناگون هر کدام با یک اکتاو فاصله

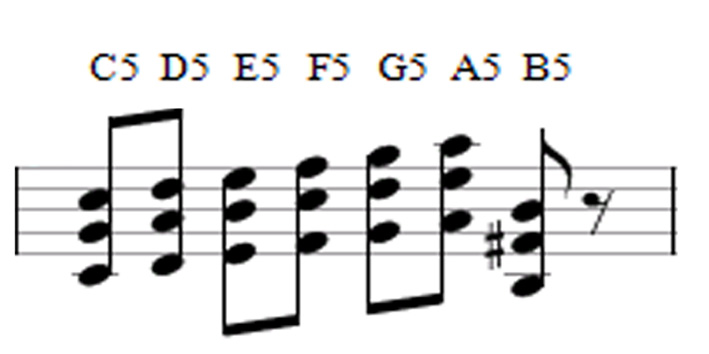
پاور کوردهای مشهور: از چپ به راست: دو5 - ر5 - می5 - فا5 - سل5 - لا5 - سی5

پاورکورد (به انگلیسی: Powerchord) در موسیقی به آکوردی گفته می‌شود که تنها شامل نت پایه آکورد و فاصله پنجم باشد. پاورکورد به آکورد پنجم (به انگلیسی: fifth chord) نیز شهرت دارد. این آکورد بیشتر توسط نوازندگان گیتار و با گیتار الکتریکی که به یک آمپلی‌فایر مجهز به افکت دیستروشن باشد، نواخته می‌شود. پاورکوردها یکی از عناصر کلیدی و پرکاربرد در موسیقی راک و متال هستند.

## شناخت
هنگامی که دو یا چند نت تحت تأثیر افکت دیستروشن نواخته می‌شوند، افکت دیستروشن که در رنج صداهای بالا تغییری ایجاد نمی‌کند باعث می‌شود که هارمونی‌های جدیدی به طول موج اصوات اضافه شود بطوری‌که فرکانس آن‌ها متفاوت شنیده خواهد شد.
اما اگر یک آکورد معمولی مانند لا ماژور یا مینور را تحت همین افکت بنوازیم، تأثیرات هارمونی افکت بر روی اصوات باعث ایجاد اصواتی ناخوشآیند و درهم می‌شود. اما در یک پاورکورد به علت تناسبی که میان فرکانس‌های نت ریشه و فاصله پنجم آن وجود دارد(نسبت ۳:۲)، استفاده از دیستروشن نه تنها باعث به وجود آمدن اصوات مشوش نمی‌شود بلکه اصوات تولید شده بسیار به صوت واقعی نزدیک هستند. در واقع طیف صدا توسط دیستروشن تقویت می‌شود و صوتی پرحجم‌تر تولید می‌شود طوری‌که در ذهن تداعی‌کننده صدایی بس قوی تر از صدای تولید شده بدون دیستروشن است. اگر میزان دیستروشن (به اصطلاح گین) را بالا برده شود، فرکانس پایه آکورد به اندازه یک اکتاو پایین‌تر (بم‌تر) از نت ریشه پاورکورد بدون دیستروشن شنیده خواهد شد و این نیز به تقویت حس قوی تر این آکورد کمک می‌کند.
اگرچه که نواختن یک پاورکورد بدون دیستروشن، به علت همان تناسب میان نت ریشه و فاصله پنجم، همچنان حس قوی را تداعی خواهد کرد.
شکل آسان انگشت‌گذاری این آکوردها نیز یکی از دلایل محبوبیت آن‌ها در میان نوازندگان گیتار راک و هوی متال است چرا که این شکل آسان باعث تسریع نواختن آکوردها، تغییر آکورد و جابجایی میان ریتم و ملودی می‌شود.

## تئوری
در تئوری کلاسیک موسیقی عنوان آکورد دادن به پاورکوردها اشتباه است چرا که اصولاً یک آکورد باید حداقل دارای ۳ درجه از یک گام باشد و این در حالیست که پاورکوردها تنها از دو نت تشکیل می‌شوند. از همین رو همیشه عنوان پاور کورد به آن‌ها داده نمی‌شود و بعضاً شاهد آن هستیم که عناوینی چون داید یا درجه به آن‌ها داده می‌شود. اما همچنان عنوان پاورکورد عنوان پذیرفته شده در موسیقی پاپ و راک است، به ویژه در سبک‌هایی چون هارد راک، هوی متال، پانک راک و دیگر سبک‌های مشابه این نام کاملاً جا افتاده و تثبیت شده‌است. همچنین این نام تا حدی نیز توسط نوازندگان کیبورد و سینث‌سایزر به کار گرفته می‌شود.
پاور کوردها با گذاشتن یک 5 پس از نام نت ریشه پاورکورد مربوط نشانه‌گذاری می‌شود. به عنوان نمونه دو پاورکورد را C5 می نگارند و این به علت وجود نت ریشه دو (C) و فاصله پنجم آن که سل (G) است است. گاهی پاورکورد را بدین صورت می نوازند که نت ریشه یا فاصله پنجم را به اندازه یک اکتاو جابجا می‌کنند که این مسئله سبب می‌شود صدایی در کوک اصوات بالا به گوش برسد و از آن حس قوی اندکی کاسته شود.
پاورکوردها نه ماژور هستند و نه مینور، و این به علت فقدان همان نت سوم است که پیشتر بدان اشاره شد.
بااینکه پاورکوردها اغلب با دیستروشن همراه می‌شوند ولی بعضی از نوازندگان گیتار تصریح می‌کنند که یک پاورکورد همیشه یک پاورکورد است چه با دیستروشن و چه بدون آن.

## پیشینه
در مورد پیدایش دقیق و پیشینه اولین استفاده از پاورکوردها یک اجماع واحد وجود ندارد و نظریه‌های گوناگونی پیرامون این مسئله وجود دارد. با این حال در عرف مشهور است که لینک ری در قطعه بی کلام مشهورش به نام «شکایت» در ۱۹۵۸ از پاورکورد استفاده کرده‌است. ری اولین کسی بود که از دیستروشن استفاده کرد، او در استودیو فردریکسبورگ در ویرجینیا با پر کردن سرخ آمپلی فایر با مدادی توانست صدای دیستروشن را تولید کند. او آفریننده افکت‌هایی چون اوردرایو و فاز برای گیتار الکتریک بود، همچنین او اولین کسی بوده‌است که در ملودی از پاورکورد استفاده کرد.
اگرچه که رد پای استفاده از پاورکوردها را در دوران قدیمی تر نیز می‌توان یافت، زمانی که موسیقی جنبه تجاری کمتری نسبت به امروز داشت. رابرت پالمر شرح می‌دهد که نوازندگان گیتار بلوزی که در استودیوی سان رکوردز در اوایل دههٔ ۵۰ کار می‌کردند با نام‌های ویلی جانسن و پت هیر، اولین کسانی بودند که از پاورکورد در آثار موسیقی‌شان بهره بردند. او دو قطعه «چند سال بیشتر» (ضبط شده در ۱۹۵۱) و «بلوز نخ نما» (ضبط شده در ۱۹۵۴) را که توسط جانسن اجرا شده‌اند شاهد این ادعای خود می‌داند.
از ترانه‌های مشهور دیگر می‌توان به «تو واقعاً مرا داری» از د کینکس یاد کرد که در ۱۹۶۴ منتشر شد. در این ترانه بوضوح می‌توان شاهد تغییر سریع پاورکوردها در اجرا بود، چیزی که بعدها در ریف‌های هارد راک مرسوم شد.
در ایجاد محبوبیت هر چه بیشتر پاورکوردها در میان موسیقیدانان راک و متال، گروه‌های دوران اولیه متال مانند بلک سبث و دیپ پرپل نقش اساسی داشته‌اند.